# Harpocración
Valerio Harpocración (en griego antiguo: Βαλέριος Ἁρποκρατίων) fue un gramático griego de Alejandría de época desconocida.
Fue autor de un diccionario griego de las obras de los diez oradores áticos: Lexicón de los diez oradores (Περὶ τὣν λέξεων τὣν δέκα ῥητόρων o λεξικὸν τὣν δέκα ῥητόρων), que aún se conserva, y que contiene explicaciones de los términos legales y políticos y además descripciones de personas y cosas mentados en los discursos de estos oradores. La obra tiene una enorme importancia, pues contiene una enorme cantidad de información sobre las leyes públicas y civiles de Atenas, y sobre temas anticuarios, históricos y literarios de los que no sabríamos nada de no ser por ella, pues la mayoría de las obras de las que Harpocración compiló se han perdido, al parecer desde épocas remotas. Por esto el autor de la Suda y otros gramáticos posteriores tomaron como fuente en muchos puntos a Harpocración.
Todo lo que sabemos sobre su biografía está contenido en una o dos líneas de la Suda, donde se le califica de retórico de Alejandría, y aparte del ya mencionado diccionario le atribuye una ἀνθηρὣν συναγωγή, hoy perdida. Así que no sabemos nada sobre la época en la que vivió. Algunos creen que es el mismo Harpocración que, según Julio Capitolino instruyó al emperador Lucio Vero en griego, por lo que tendríamos que vivió en la segunda mitad del siglo II. Maussac señala pasajes según los cuales parecería que Harpocración debió haber conocido los Deipnosofistas de Ateneo, y por tanto debió haber vivido tras la época de este. Otros, por el contrario, le consideran idéntico al Harpocración que Libanio llama un buen poeta y mejor profesor, por lo que habría vivido sobre el año 354. Otros, por último, le identifican con el médico Harpocración, pero todas son meras conjeturas, y es imposible concluir nada seguro.

## Ediciones
El texto del diccionario de Harpocración fue impreso por primera vez, con el escolio de Ulpiano sobre las filípicas de Demóstenes, en la edición aldina (Venecia, 1503, y de nuevo en 1527), pero la primera edición crítica fue la de Maussac (París, 1614), con un comentario y una erudita disertación sobre Harpocración. Esta edición fue reimpresa, con algunas mejoras y notas adicionales de Henri de Valois por Nikolaas Blankaart (Lyon, 1683), a la que siguió la edición de Jacobo Gronovio (Leiden, 1696). La edición de Leipzig (1824) incorporó todo lo que había sido hecho por editores anteriores para Harpocración.